# David Whitfield
David Whitfield (* 2. Februar 1925 in Kingston upon Hull, England; † 16. Januar 1980 in Sydney, Australien) war ein vor allem in den 1950er Jahren in Großbritannien, aber auch in den USA erfolgreicher populärer Sänger. 1953 hatte er seinen ersten Nummer-eins-Erfolg mit Answer Me, komponiert vom deutschen Gerhard Winkler. 1954 folgte sein zweiter Nummer-eins-Hit mit Cara Mia; der erste Millionenseller eines britischen Sängers in seiner Heimat und zudem auch in den USA ein großer Erfolg.

## Leben
Bereits als Soldat im Zweiten Weltkrieg in der Royal Navy unterhielt David Whitfield seine Kameraden mit seinem Gesang. Nach dem Krieg arbeitete er auf dem Bau. Er nahm an Talentwettbewerben teil und wurde einem größeren Publikum bekannt, als er 1950 bei der Show Opportunity Knocks beim englischen Dienst von Radio Luxemburg auftrat. Auftritte im Londoner West End folgten, und bald ein Plattenvertrag bei Decca Records.
Whitfields Gesangsstil (Stimmlage Tenor) lag näher an Operette oder sogar Operngesang als am zu seiner Zeit üblichen Crooner-Stil der Popsänger. Auf seinen Aufnahmen ließ er sich von vielen verschiedenen populären Orchestern der 1950er Jahre begleiten. Seinen ersten Hit in den britischen Charts hatte er im Oktober 1953 mit Bridge of Sighs, seinen letzten 1960 mit I Believe im November 1960. David Whitfield hatte in den 1950er Jahren eine Reihe von weltweiten Hits – und er hatte eine große Fangemeinde, die zum großen Teil aus Frauen bestand.
Er erhielt seine eigenen Fernsehshows, trat achtmal in New York in der Ed Sullivan Show auf und hatte drei Royal-Command-Auftritte vor Mitgliedern der königlichen Familie im Londoner Palladium-Theater. Seine Karrierekurve zeigte allerdings schnell nach unten, nachdem der Rock ’n’ Roll aufkam. Er trat noch in Bühnenmusicals auf und sang 1957 das Lied I’ll Find You als Titelmelodie des Films Sea Wife (dt. Titel: Treibgut der Leidenschaft) mit Joan Collins und Richard Burton.
Nachdem die Hits ausblieben, ging er weiter in aller Welt auf Tournee. Er starb mit 54 Jahren nach Abschluss einer dreimonatigen Tournee, seiner zehnten durch Australien, wo er in Clubs und auf dem chinesischen Passagierschiff Minghua auftrat, an einem Schlaganfall. Er hinterließ seine Frau Sheila, zwei Söhne und eine Tochter. Whitfield konnte seinen Erfolg nie in Vermögen ummünzen: er hinterließ angeblich nur 3000 Pfund Sterling.

## Diskografie

### Singles
| Jahr | Titel Album                      | Höchstplatzierung, Gesamtwochen, AuszeichnungChartplatzierungen (Jahr, Titel, Album, Platzierungen, Wochen, Auszeichnungen, Anmerkungen) | Höchstplatzierung, Gesamtwochen, AuszeichnungChartplatzierungen (Jahr, Titel, Album, Platzierungen, Wochen, Auszeichnungen, Anmerkungen) | Anmerkungen                                |
| Jahr | Titel Album                      | UK | US | Anmerkungen                                |
| ---- | -------------------------------- | --- | --- | ------------------------------------------ |
| 1953 | Bridge of Sighs –                | UK9 (1 Wo.)UK | — |                                            |
| 1953 | Answer Me –                      | UK1 (14 Wo.)UK | — |                                            |
| 1953 | Rags to Riches –                 | UK3 (11 Wo.)UK | — | mit Stanley Black and his Orchestra        |
| 1954 | The Book –                       | UK5 (15 Wo.)UK | — |                                            |
| 1954 | Cara Mia –                       | UK1 (25 Wo.)UK | US10 (18 Wo.)US | mit Chorus und Mantovani and his Orchestra |
| 1954 | Santo Natale (Merry Christmas) – | UK2 (11 Wo.)UK | US27 (2 Wo.)US |                                            |
| 1955 | Beyond the Stars –               | UK8 (9 Wo.)UK | — |                                            |
| 1955 | Mama –                           | UK12 (11 Wo.)UK | — |                                            |
| 1955 | Ev’rywhere –                     | UK3 (20 Wo.)UK | — | mit The Roland Shaw Orchestra              |
| 1955 | When You Lose the One You Love – | UK7 (11 Wo.)UK | US62 (8 Wo.)US | mit Chorus und Mantovani and his Orchestra |
| 1956 | My September Love –              | UK3 (24 Wo.)UK | — |                                            |
| 1956 | My Son John –                    | UK22 (4 Wo.)UK | — |                                            |
| 1956 | My Unfinished Symphony –         | UK29 (1 Wo.)UK | — |                                            |
| 1957 | The Adoration Waltz –            | UK9 (11 Wo.)UK | — | mit The Roland Shaw Orchestra              |
| 1957 | I’ll Find You –                  | UK27 (4 Wo.)UK | — |                                            |
| 1958 | Cry My Heart –                   | UK22 (3 Wo.)UK | — | mit Chorus und Mantovani and his Orchestra |
| 1958 | On the Street Where You Live –   | UK16 (14 Wo.)UK | — | mit Cyril Stapleton and his Orchestra      |
| 1958 | The Right to Love –              | UK30 (1 Wo.)UK | — |                                            |
| 1960 | I Believe –                      | UK49 (1 Wo.)UK | — |                                            |

### Größte Erfolge
Whitfield war vor Beginn der Rock-Pop-Ära der erfolgreichste britische Sänger in den USA. Er war
- der erste britische Sänger, der eine Goldene Schallplatte erhielt;
- der erste Brite, der einen Hit in den Top 10 der US-Singles-Charts platzieren konnte;
- und der erste Brite, der in den USA mehr als eine Million Exemplare einer einzigen Schallplatte verkaufen konnte.

Zwei seiner Singles schafften es in Großbritannien auf die Nummer-eins-Position: Answer Me (am 6. November und wieder am 11. Dezember 1953) und Cara Mia (am 2. Juli 1954).

### Answer Me
Answer Me war die Coverversion eines deutschen Hits aus der Feder von Gerhard Winkler und Fred Rauch namens Mütterlein; diesen Titel hatte die deutsche Sängerin Leila Negra in Skandinavien populär gemacht, von wo aus er in die USA kam. Dort schrieb Carl Sigman den englischen Text, Answer Me. Frankie Laine, Nat ‘King’ Cole und Whitfield machten das Lied 1953 zu einem Hit: Cole in den USA, und Laine und die Coverversion von Whitfield in Großbritannien. Laine erreichte damit eine Woche nach Whitfield die Nummer-eins-Position in Großbritannien, und am 11. Dezember waren beide Versionen gleichzeitig auf dem ersten Platz. Nachdem Answer Me ein Welthit geworden war, schrieb Fred Rauch einen neuen deutschen Text, der sich mehr an den englischen anlehnte; von Wolfgang Sauer interpretiert wurde Glaube mir dann auch im deutschsprachigen Raum ein Hit. Auch Maria Mucke machte 1954 diese deutsche Version populär.

### Cara Mia
Cara Mia nahm Whitfield mit Mantovani und seinem Orchester und Chor auf. Es wurde sowohl ein Nummer-eins-Hit wie auch eine der meistverkauften Schallplatten vor der Ankunft des Rock ’n’ Roll. Die Single stand zehn Wochen auf Platz eins in den britischen Charts. Der Song stammte aus der Feder von Mantovani und Whitfields Produzent Bunny Lewis, die aber die Pseudonyme Lee Lange und Tulio Tropani benutzten.